# Worcester (Massachusetts)
Worcester  /ˈwʊstər/ es una ciudad ubicada en el condado de Worcester en el estado estadounidense de Massachusetts. Está situada a unos 65 km al oeste de Boston. En el censo de 2010 tenía una población de 181 045 habitantes y una densidad poblacional de 1817,71 personas por km².
Recibió ese nombre por la ciudad de Worcester en Inglaterra.
Es la segunda ciudad más poblada de Massachusetts y la principal ciudad de la región de Massachusetts Central (Central Massachusetts). Destacaba mucho durante la revolución industrial de los Estados Unidos, siendo el nexo septentrional del Blackstone Canal, el cual la conectaba al océano Atlántico en Providence, Rhode Island, y por el que se transportaban los productos de las fábricas de textiles de la ciudad para comerciar con el resto del mundo. Más tarde, llegaron a producirse plásticos, armas de metal y ropa en la ciudad, pero la grandeza industrial de Worcester entró en un lento declive a partir de la Gran Depresión (1929-39) hasta la década de los 1980. Durante los últimos 30-40 años, la ciudad ha luchado por diversificar su actividad económica, atrayendo a varias empresas biotecnológicas y farmacéuticas durante la década de 1990, las cuales han impulsado un poco su regeneración. Además, Worcester cuenta con una gran población estudiantil, ya que en ella se ubican diez instituciones de educación superior. Los Worcester Sharks de la liga profesional de hockey sobre hielo tienen su sede en esta ciudad.

## Geografía
Según la Oficina del Censo de los Estados Unidos, Worcester tiene una superficie total de 99,6 km², de la cual 96,79 km² corresponden a tierra firme y (2,82%) 2,81 km² es agua.

### Clima
| Parámetros climáticos promedio de Worcester Regional Airport (elevación 305 m), normales 1991–2020, extremos 1892–presente | Parámetros climáticos promedio de Worcester Regional Airport (elevación 305 m), normales 1991–2020, extremos 1892–presente | Parámetros climáticos promedio de Worcester Regional Airport (elevación 305 m), normales 1991–2020, extremos 1892–presente | Parámetros climáticos promedio de Worcester Regional Airport (elevación 305 m), normales 1991–2020, extremos 1892–presente | Parámetros climáticos promedio de Worcester Regional Airport (elevación 305 m), normales 1991–2020, extremos 1892–presente | Parámetros climáticos promedio de Worcester Regional Airport (elevación 305 m), normales 1991–2020, extremos 1892–presente | Parámetros climáticos promedio de Worcester Regional Airport (elevación 305 m), normales 1991–2020, extremos 1892–presente | Parámetros climáticos promedio de Worcester Regional Airport (elevación 305 m), normales 1991–2020, extremos 1892–presente | Parámetros climáticos promedio de Worcester Regional Airport (elevación 305 m), normales 1991–2020, extremos 1892–presente | Parámetros climáticos promedio de Worcester Regional Airport (elevación 305 m), normales 1991–2020, extremos 1892–presente | Parámetros climáticos promedio de Worcester Regional Airport (elevación 305 m), normales 1991–2020, extremos 1892–presente | Parámetros climáticos promedio de Worcester Regional Airport (elevación 305 m), normales 1991–2020, extremos 1892–presente | Parámetros climáticos promedio de Worcester Regional Airport (elevación 305 m), normales 1991–2020, extremos 1892–presente | Parámetros climáticos promedio de Worcester Regional Airport (elevación 305 m), normales 1991–2020, extremos 1892–presente |
| Mes | Ene. | Feb. | Mar. | Abr. | May. | Jun. | Jul. | Ago. | Sep. | Oct. | Nov. | Dic. | Anual |
| --- | --- | --- | --- | --- | --- | --- | --- | --- | --- | --- | --- | --- | --- |
| Temp. máx. abs. (°C) | 19.4 | 21.7 | 28.9 | 32.8 | 34.4 | 36.7 | 38.9 | 37.2 | 37.2 | 32.8 | 26.1 | 22.2 | 38.9 |
| Temp. máx. media (°C) | 0.2 | 1.7 | 6.1 | 13.2 | 19.2 | 23.6 | 26.6 | 25.6 | 21.5 | 14.9 | 8.8 | 3.1 | 13.7 |
| Temp. media (°C) | -4.1 | -2.8 | 1.4 | 7.8 | 13.7 | 18.4 | 21.6 | 20.7 | 16.6 | 10.3 | 4.6 | -0.8 | 8.9 |
| Temp. mín. media (°C) | -8.3 | -7.3 | -3.3 | 2.5 | 8.2 | 13.3 | 16.5 | 15.8 | 11.8 | 5.7 | 0.3 | -4.8 | 4.2 |
| Temp. mín. abs. (°C) | -28.3 | -31.1 | -21.1 | -12.8 | -2.8 | 0.6 | 5 | 3.3 | -2.8 | -7.2 | -16.1 | -27.2 | -31.1 |
| Precipitación total (mm)                                                                                                   | 89.4 | 82.8 | 106.4 | 103.6 | 90.4 | 107.2 | 99.8 | 105.2 | 107.7 | 122.9 | 101.6 | 108.7 | 1225.8 |
| Nevadas (cm) | 46.2 | 53.8 | 34.8 | 4.8 | 0 | 0 | 0 | 0 | 0 | 2.8 | 4.8 | 37.8 | 185.2 |
| Días de precipitaciones (≥ 0.2 mm)                                                                                         | 12.2 | 10.9 | 12.4 | 12.6 | 13.2 | 11.8 | 11.0 | 10.3 | 9.5 | 11.5 | 10.8 | 12.2 | 138.4 |
| Días de nevadas (≥ 0.2 cm)                                                                                                 | 7.5 | 7.6 | 4.9 | 1.2 | 0.0 | 0.0 | 0.0 | 0.0 | 0.0 | 0.3 | 1.0 | 5.6 | 28.1 |
| Fuente: NOAA | | | | | | | | | | | | | |

## Demografía
Según el censo de 2010, había 181 045 personas residiendo en Worcester. La densidad de población era de 1817,71 hab./km². De los 181 045 habitantes, Worcester estaba compuesto por el 69,43% blancos, el 11,63% eran afroamericanos, el 0,42% eran amerindios, el 6,09% eran asiáticos, el 0,05% eran isleños del Pacífico, el 8,39% eran de otras razas y el 3,98% pertenecían a dos o más razas. Del total de la población el 20,89% eran hispanos o latinos de cualquier raza.

## Universidades
Worcester es cuna de institutos educativos de alto prestigio.
- Assumption College

- Becker College

- Clark University

- The Jesuit College of the Holy Cross

- The Massachusetts College of Pharmacy and Health Sciences

- Quinsigamond Community College

- The University of Massachusetts Medical School

- Worcester Polytechnic Institute

- Worcester State University